# Urinrørsbetændelse
Urinrørsbetændelse er en sygdom i kategorien urinvejsinfektioner. Den kan blive forårsaget af mange faktorer. Den hyppigste årsag er dog bakterielle infektioner. Dette svarer til en almindelig halsbetændelse.
| Sygdom | Spire Denne artikel om sygdom er en spire som bør udbygges. Du er velkommen til at hjælpe Wikipedia ved at udvide den. |